# ماريا لويزا مندوزا
ماريا لويزا مندوزا (بالإسبانية: María Luisa Mendoza)‏ (17 مايو 1930، غواناخواتو في المكسيك - 29 يونيو 2018، مدينة مكسيكو في المكسيك)؛ سياسية، صحفية وروائية مكسيكية.